# Kicking Television: Live in Chicago
Kicking Television: Live in Chicago es un álbum en directo de la banda estadounidense de rock alternativo Wilco, lanzado el 15 de noviembre de 2005 a través de Nonesuch Records. Consiste en material extraído de cuatro conciertos en directo llevados a cabo en el Vic Theater de Chicago entre el 4 y el 7 de mayo de 2005. Aunque la banda filmó los recitales, decidieron no lanzar las imágenes en formato DVD. Fue el primer álbum del grupo con una formación extendida en la que figuraban Nels Cline y Pat Sansone. 
El álbum debutó en el Billboard 200 en el puesto 47 y desde entonces ha vendido 114 000 copias. Su recepción crítica fue generalmente positiva; publicaciones como The A.V. Club y Pitchfork Media elogiaron la interpretación de canciones de Yankee Hotel Foxtrot y A Ghost Is Born. El 17 de abril de 2010, para celebrar el Record Store Day, Wilco lanzó una edición del álbum en disco de vinilo de 180 gramos. Además, de cuatro LP, se incluyeron ocho pistas no lanzadas en forma previa grabadas en mayo de 2005.

## Producción y grabación

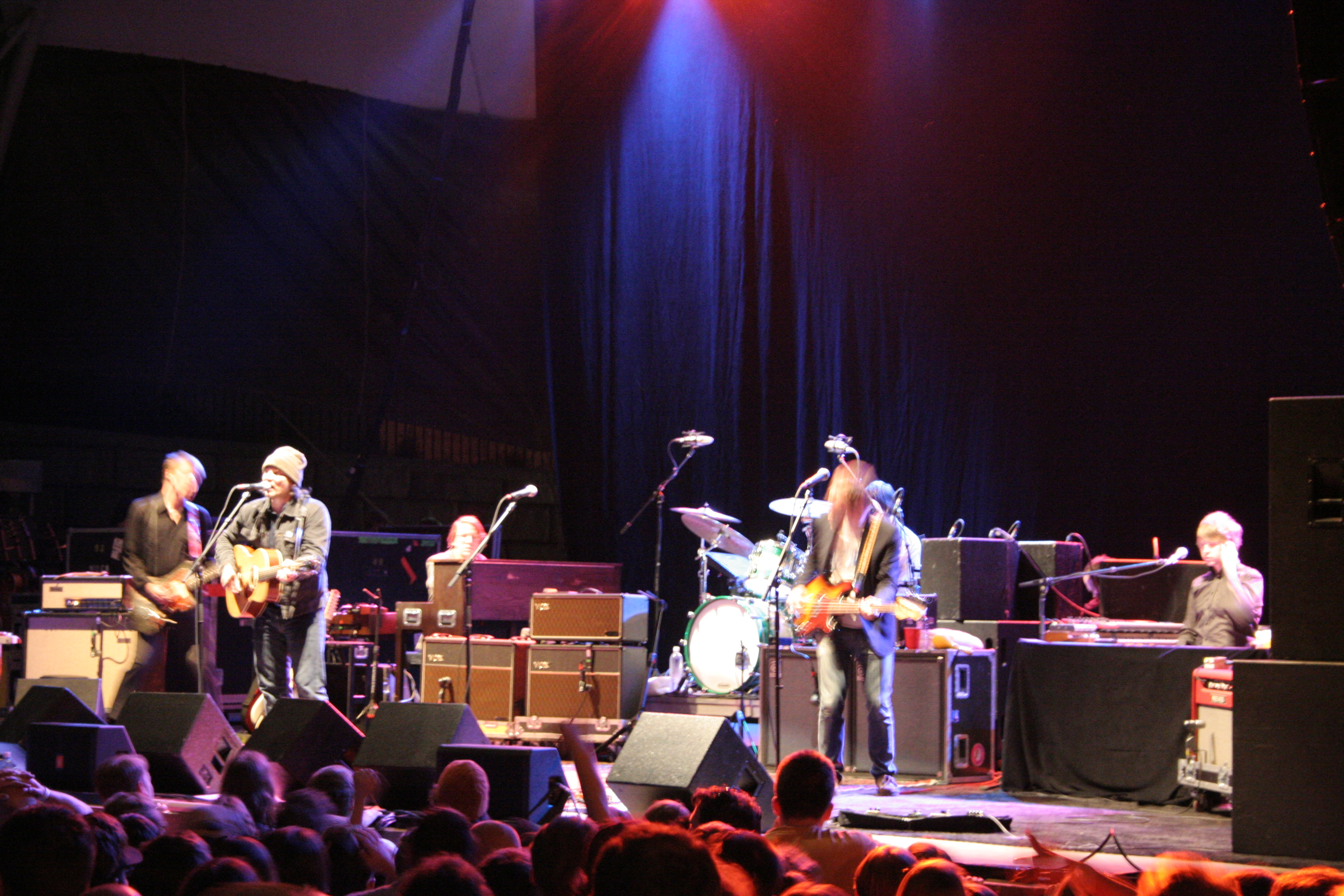
Wilco tocando en un festival en 2006.

Poco tiempo después del lanzamiento de A Ghost Is Born, el quinto álbum de estudio de Wilco, el multiinstrumentista Leroy Bach abandonó el grupo para comenzar una carrera en una producción teatral. Para reemplazarlo, la banda agregó al guitarrista de jazz y rock Nels Cline y al multiinstrumentista Pat Sansone a su formación. La formación se expandió porque el cantante principal Jeff Tweedy estaba preocupado porque los otros miembros estaban tocando muchso instrumentos. Esto hacía que tocar canciones de Summerteeth y Yankee Hotel Foxtrot en directo les fuera difícil. Mientras estaban de gira para promocionar A Ghost Is Born, decidieron grabar su primer álbum en directo.
Wilco decidió usar conciertos en su ciudad natal, Chicago, «porque queríamos sentirnos realmente cómodos». Eligieron una serie de cuatro recitales consecutivos desde el 4 al 7 de mayo de 2005 llevados a cabo en el Vic Theater de Chicago, Illinois. La banda grabó los cuatro conciertos en un grabador digital de 24 pistas y también se filmaron, para un potencial lanzamiento en DVD, pero finalmente decidieron no poner a la venta las imágenes. Según Tweedy, se decepcionaron por cómo las imágenes «sacaban» la energía de las interpretaciones. El 13 de septiembre de 2005, la banda anunció que el disco se lanzaría el 1 de noviembre del mismo año. Sin embargo, su puesta a la venta se demoró dos semanas.

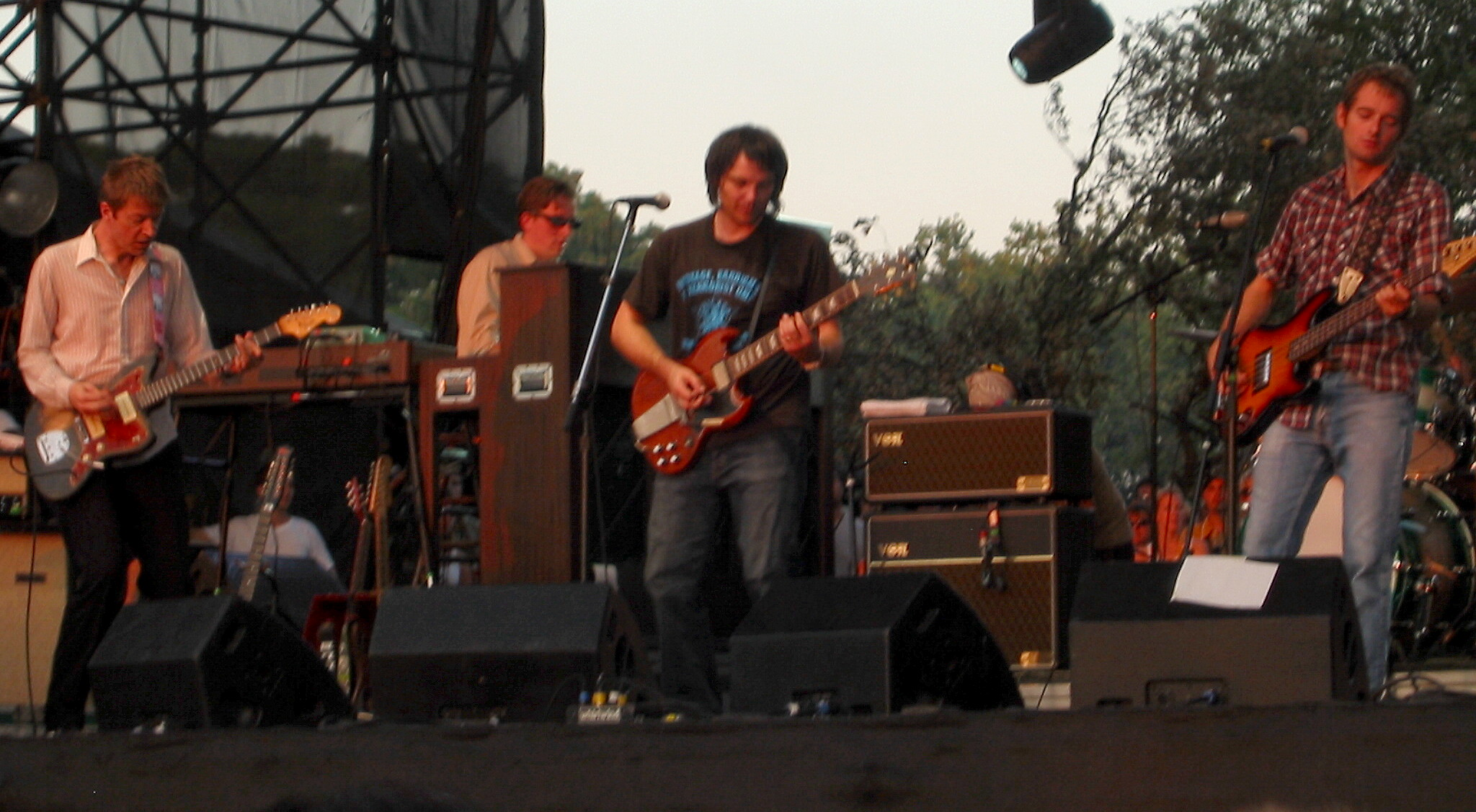
Wilco durante un recital en 2004, poco tiempo antes de grabar Kicking Television: Live in Chicago.

La mayoría del material del álbum —17 de 23 canciones— pertenece a los dos lanzamientos de Wilco con Nonesuch Records: Yankee Hotel Foxtrot y A Ghost Is Born. El título proviene de un tema del segundo disco, que la banda consideraba una de sus canciones más emocionantes en directo. Tweedy explicó el origen del título:

«Un concierto de rock es "patear la televisión" [kicking television]. Si estás fuera de tu casa con un puñado de gente disfrutando algo juntos, eso es "patear la televisión" para mí. No creo que mucha gente, yo incluido, patearán la televisión completamente, pero indudablemente pienso que muchos deberían tomar conciencia de lo que les está haciendo».

Se incluyeron además dos temas en directo de Summerteeth, como así también una canción de Being There, Mermaid Avenue y Mermaid Avenue, Vol. II. La pista final es una versión de «Comment (If All Men Are Truly Brothers)», originalmente interpretada por Charles Wright & the Watts 103rd Street Rhythm Band. Los temas «How to Fight Loneliness» (de Summerteeth) y «Monday» (de Being There) se incluyeron en el lanzamiento del álbum en iTunes.
El guitarrista Jeff Tweedy fue el cantante principal en el disco y John Stirrat, el único otro miembro original, tocó el bajo eléctrico y añadió las armonías vocales. El guitarrista principal Nels Cline y el multiinstrumentista Pat Sansone tocaron en un álbum de Wilco por primera vez en esta ocasión. Glenn Kotche tocó la batería y otros instrumentos de percusión y Mikael Jorgensen tocó el teclado. Patrick Newbery tocó la trompeta y el fliscorno; Nick Broste, el trombón y Rick Parenti, el saxo barítono.

## Lanzamiento y recepción
Nonesuch Records lanzó el álbum el 15 de noviembre de 2005. El disco debutó en el puesto 47 del Billboard 200 y pasó dos semanas en la lista. Hacia el 13 de abril de 2007, había vendido 114 000 copias.
Kicking Television: Live in Chicago tuvo una buena recepción de la crítica; según Metacritic, fue uno de los 25 álbumes con mejor recepción crítica de 2005. Scott Tobias de The A.V. Club llamó al disco «estelar» y expresó su sorpresa al ver qué bien sonaban las canciones de A Ghost Is Born en directo. El editor de Allmusic Mark Deming elogió «los nuevos músculos y fuerza» de las canciones y comento que «la vivacidad de esta banda en pleno vuelo muestra que la diversión volvió a Wilco». Marc Hogan de Pitchfork Media llamó a las canciones de Yankee Hotel Foxtrot «todavía asombrosas» y destacó que «se supone que así debería sonar A Ghost Is Born». Hogan dio al álbum un puntaje de 8,3 sobre 10. La revista Q Magazine lo declaró uno de los 20 mejores álbumes en directo de todos los tiempos.
Aunque muchas reseñas elogiaron el esfuerzo, las críticas también expresaron su descontento en relación con elementos del álbum. Hogan comentó que las bromas de Tweedy son «aburridas» y afirmó que «Kicking Television» y «The Late Greats» tendrían que haberse quitado del álbum. Andrew Gaering de Stylus Magazine dio una calificación de «B» al disco, pero se desilusionó por cómo la banda «celebraba su oficio» con las canciones. Jesus Chigly de Drowned in Sound comentó que «en la mayoría de las interpretaciones es fácil ver que Wilco está tenso y unido como un boxeador mal predispuesto» y concedió al disco una calificación de siete sobre diez puntos. Dennis Mahoney, en su reseña positiva para Paste, elogió los solos de Tweedy y comentó al respecto que «su cualidad de abrasivos es teóricamente interesante, especialmente en contraste con algunas de sus melodías más delicadas». Justin Cober-Lake de PopMatters comentó sobre el disco que «Wilco muestra una habilidad increíble para combinar letras memorables, música potente y talento cautivador para las interpretaciones» y le concedió un puntaje de siete sobre diez. Christian Hoard de Rolling Stone definió al disco como «una carta de amor a los fans dedicados de Wilco y una afirmación de vida definitiva de los mayores impresionistas estadounidenses del rock» y dio al disco una calificación de 3,5 estrellas sobre 5.

## Lista de canciones
Todas las canciones compuestas por Jeff Tweedy, excpeto donde se indica.
Primer disco
1. «Misunderstood» – 6:08 (de Being There)
2. «Company in My Back» – 3:44 (de A Ghost Is Born)
3. «The Late Greats» – 2:40 (de A Ghost Is Born)
4. «Hell Is Chrome» (Mikael Jorgensen, Tweedy) – 4:56 (de A Ghost Is Born)
5. «Handshake Drugs» – 6:23 (de A Ghost Is Born)
6. «I Am Trying to Break Your Heart» – 6:03 (de Yankee Hotel Foxtrot)
7. «Shot in the Arm» (Jay Bennett, John Stirratt, Tweedy) – 4:51 (de Summerteeth)
8. «At Least That's What You Said» – 5:18 (de A Ghost Is Born)
9. «Wishful Thinking» (Glenn Kotche, Tweedy) – 4:26 (de A Ghost Is Born)
10. «Jesus, Etc.» (Bennett, Tweedy) – 4:00 (de Yankee Hotel Foxtrot)
11. «I'm the Man Who Loves You» (Bennett, Tweedy) – 3:58 (de Yankee Hotel Foxtrot)
12. «Kicking Television» – 3:03 (Lado B de «I'm a Wheel»)

Segundo disco
1. «Via Chicago» – 5:14 (de Summerteeth)
2. «Hummingbird» – 3:19 (de A Ghost Is Born)
3. «Muzzle of Bees» – 4:49 (de A Ghost Is Born)
4. «One by One» (Woody Guthrie, Tweedy) – 3:26 (de Mermaid Avenue)
5. «Airline to Heaven» (Bennett, Guthrie, Tweedy) – 4:41 (de Mermaid Avenue Vol. II)
6. «Radio Cure» (Bennett, Tweedy) – 4:42 (de Yankee Hotel Foxtrot)
7. «Ashes of American Flags» (Bennett, Tweedy) – 6:03 (de Yankee Hotel Foxtrot)
8. «Heavy Metal Drummer» – 3:21 (de Yankee Hotel Foxtrot)
9. «Poor Places» (Bennett, Tweedy) – 5:31 (de Yankee Hotel Foxtrot)
10. «Spiders (Kidsmoke)» – 11:17 (de A Ghost Is Born)
11. «Comment» (Yusef Rahman, Charles Wright) – 6:13 (No lanzada previamente)

Pistas adicionales en 12"
1. «Another Man's Done Gone» (Guthrie, Bragg) (de Mermaid Avenue)
2. «How to Fight Loneliness» (Tweedy, Bennett) (de Summerteeth)
3. «Theologians» (Tweedy, Jorgensen, Girard) (de A Ghost Is Born)
4. «Kamera» (Tweedy, Bennett) (de Yankee Hotel Foxtrot)
5. «Just A Kid» (Jeff Tweedy, Spencer Tweedy) (de The SpongeBob SquarePants Movie: Music de the Movie and More)
6. «Monday» (de Being There)
7. «Outtasite (Outta Mind)» (de Being There)
8. «I'm A Wheel» (de A Ghost Is Born)

## Créditos
- Jeff Tweedy – voz, guitarra[21]
- John Stirratt – bajo, armonías vocales
- Glenn Kotche – batería, instrumentos de percusión
- Nels Cline – guitarra, lap steel guitar
- Pat Sansone – guitarra, teclado, armonías vocales
- Mikael Jorgensen – teclados
- Patrick Newbery – trompeta, fliscorno
- Nick Broste – trombón
- Rick Parenti – saxo barítono
- Karina Benznicki – supervisión de producción
- Eli Cane – coordinación de la producción
- Mycle Konopka, Timothy Powell – ingenieros de sonido
- Nick Webb – masterización
- Stan Doty, Jim Scott – mezcla
- Dan Glomski, Michael Ways – asistentes
- Chris Hoffman, Deborah Miles Johnson, Frankie Montuoro, Matt Zivich – equipo técnico
- Nathan Baker – fotografía, equipo técnico
- Zoran Orlic, Mike Segal – fotografía